# Gisela Burgundská
Gisela Burgundská, něm. Gisela von Burgund (950/955 – 21. července 1007 Řezno) byla bavorská a korutanská vévodkyně a matka císaře Svaté říše římské Jindřicha II. a uherské královny Gisely.

## Život

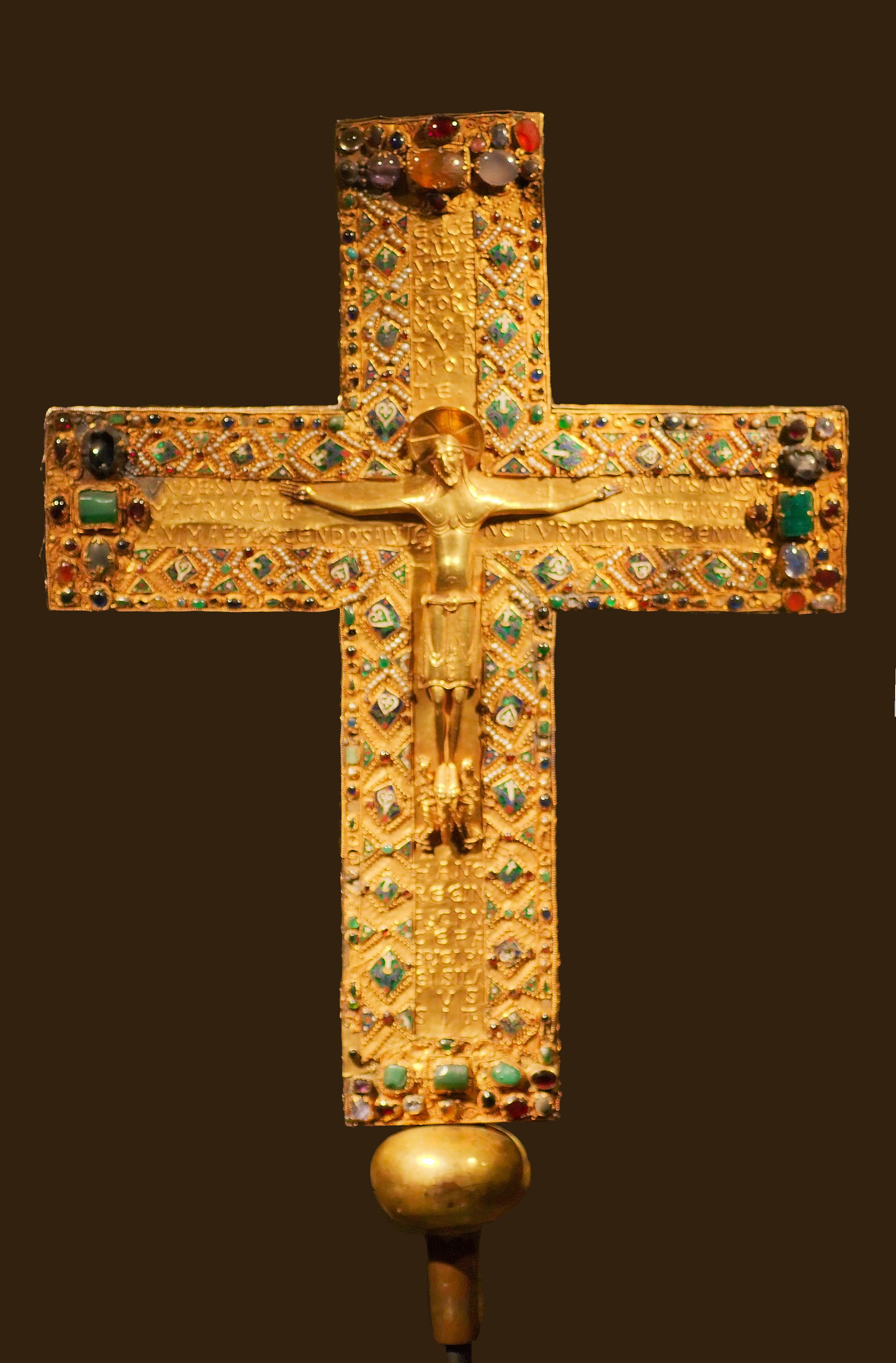
Giselin kříž

Gisela byla dcerou burgundského krále Konráda III. a jeho první choti Adély. Roku 972 se provdala za bavorského vévodu Jindřicha Svárlivého, bratrance císaře Oty II. Jindřich se pokoušel opakovaně uchvátit korunu, dvakrát byl uvězněn v otonském vězení a musel zpět získávat své tituly. Gisela porodila během manželství zřejmě čtyři děti a ovdověla roku 995.
| „                     | 21. dne měsíce července zemřela ctihodná matka našeho krále, paní Gisela, a byla pohřbena v Řezně. | “ |
| — Dětmar z Merseburku | |   |

Svého muže přežila o dvanáct let a byla pohřbena v klášteře Niedermünster v Řezně. Dcera Gisela jí posmrtně věnovala dřevěný Giselin kříž, který je dnes uložen v Mnichově.